# غويليرمي لازاروني
غويليرمي لازاروني (بالبرتغالية: Guilherme Lazaroni‏) هو لاعب كرة قدم برازيلي في مركز الوسط، ولد في 18 نوفمبر 1992 في ريو كلارو في البرازيل. لعب مع نادي بورتيمونينسي.

## وصلات خارجية
- غويليرمي لازاروني على موقع قاعدة بيانات كرة القدم.إي يو (الإنجليزية)
- غويليرمي لازاروني على موقع Soccerway.com (الإنجليزية)